# Il mulino dei dodici corvi
Il mulino dei dodici corvi (in originale: Krabat) è un romanzo per ragazzi dello scrittore tedesco Otfried Preussler. Pubblicato per la prima volta nel 1971 dalla casa editrice Arena Verlag, l'anno dopo è stato insignito del Deutscher Jugendliteraturpreis (Premio tedesco per la letteratura per ragazzi). È stato tradotto in oltre 30 lingue.
Il romanzo, su cui Preussler lavorò per circa dieci anni, è ispirato alla figura leggendaria di Krabat, le cui vicende sono ambientate nell'Alta Lusazia. Si tratta di un romanzo fantastico, con temi horror.

## Trama
La storia è ambientata in Lusazia, durante la Grande Guerra del Nord (1700 - 1721). Il protagonista è Krabat, un ragazzo orfano di etnia soraba, che girovaga per i villaggi in cerca di lavoro per mantenersi. Comincia a fare un sogno ricorrente, in cui vede undici corvi che lo spronano a raggiungerli alla palude di Kosel, nei pressi del villaggio di Schwarzkollm. Il ragazzo segue il richiamo e alla meta trova un vecchio mulino ad acqua, il cui padrone, un enigmatico uomo con un occhio bendato, gli offre un posto come garzone, promettendogli vitto e alloggio, nonché di istruirlo anche in "tutto il resto". Krabat accetta, trovandosi ad essere il dodicesimo garzone del mulino.
Gli altri garzoni sono: Tonda, il capo lavorante, Lyschko, della cui affidabilità tutti sospettano, Merten e Michal, due cugini forti e bonaccioni, Andrusch, burlone, Hanzo, detto "il toro", Petar, appassionato intagliatore di legno, Staschko, svelto come uno scoiattolo, Kito, sempre scontento, Kubo, il più taciturno, e infine Juro lo sciocco, il cuoco e tuttofare del mulino.
In breve tempo Krabat si rende conto che il misterioso mugnaio delle Acque Nere, come viene chiamato il padrone del mulino, è in realtà qualcosa di più e che i garzoni sono apprendisti anche di altre conoscenze, oltre a quelle necessarie per macinare il grano. Krabat, nonostante l'ambiente cupo e minaccioso, rimane affascinato da ciò che si insegna al mulino e stringe amicizia con il garzone più anziano Tonda.
Alla fine dell'anno però percepisce la crescente angoscia nel mulino, che ad ogni novilunio viene visitato dal misterioso "Compare", del quale lo stesso mugnaio sembra aver paura. Poi Tonda incontra un tragico destino, ma ciononostante le cose riprendono il consueto corso, con un nuovo garzone che viene ingaggiato dal mugnaio. A Krabat appare in sogno lo spirito dell'amico, in un episodio alquanto suggestivo e toccante. Krabat si lega nel frattempo ad un altro garzone, ma anche questo vede il suo destino rivolgersi verso la tragedia. Al suo posto il mugnaio ingaggia un vecchio amico di Krabat.
Poco a poco il protagonista intuisce la vera natura del mulino e il ruolo oscuro che riveste in esso il mugnaio. Krabat vorrebbe scappare, ma la cosa non è così facile come potrebbe sembrare. Un garzone di nome Juro, che i compagni chiamano "lo sciocco", svolge nella seconda parte del libro un importante ruolo. Krabat nel frattempo entra in contatto con una ragazza di Schwarzkollm; si tratta della capo-coro delle ragazze del vicino villaggio; è detta kantorka, che in lingua soraba significa appunto "capo-coro”. La ragazza svolgerà un ruolo determinante nel prosieguo della storia.
Verso la fine del terzo anno di permanenza al mulino, il mugnaio intuisce l'ostilità di Krabat e lo mette in difficoltà crescenti, sino all'epilogo, in cui è caratteristico il fatto che non tutto viene svelato completamente.

## Recensioni
(Isabella Bossi Fedrigotti, Corriere della Sera)

## Film
Un adattamento cinematografico fu diretto nel 2008 da Marco Kreuzpaintner.

## Edizioni
- Otfried Preussler, Il mulino dei dodici corvi, traduzione di Giovanna Agabio, I ed., collana TEADUE, TEA, 2003,  p. 288, ISBN 978-88-7818-619-4.